# JUNGLE Hotline
『JUNGLE Hotline』（ジャングル・ホットライン）は、2001年4月から2006年3月30日まで全国FM放送協議会 (JFN) 加盟局で放送されていたジャパンエフエムネットワーク (JFNC) 制作のラジオ番組である。
DJ ALEXがパーソナリティを務めていた平日夕方の音楽番組。基本的には毎週月曜 - 木曜 16:00 - 16:55（日本標準時）に放送されていたが、2001年10月からは一時ネット局のほとんどがTOKYO FM制作のラジオドラマ『ENEOS ON THE WAY COMEDY 道草』を放送するため、16:45に番組を飛び降りていた。また当初は番組をフルネットしていたが、この時間帯に自社製作番組を編成したなどの理由により、番組内コーナーとして放送されていた『FMラジオショッピング』のみのネットに切り替えた局もある。